# 久喜警察署
久喜警察署（くきけいさつしょ）は、埼玉県久喜市にある、埼玉県警察が管轄する警察署。署長は警視。署の庁舎は埼玉県道3号さいたま栗橋線（大栗線）沿い、埼玉東部消防組合消防局の庁舎の向かいに建つ。

## 管轄地域
- 久喜市（旧栗橋町域を除く）
- 白岡市

## 管内の交番・駐在所

### 久喜市

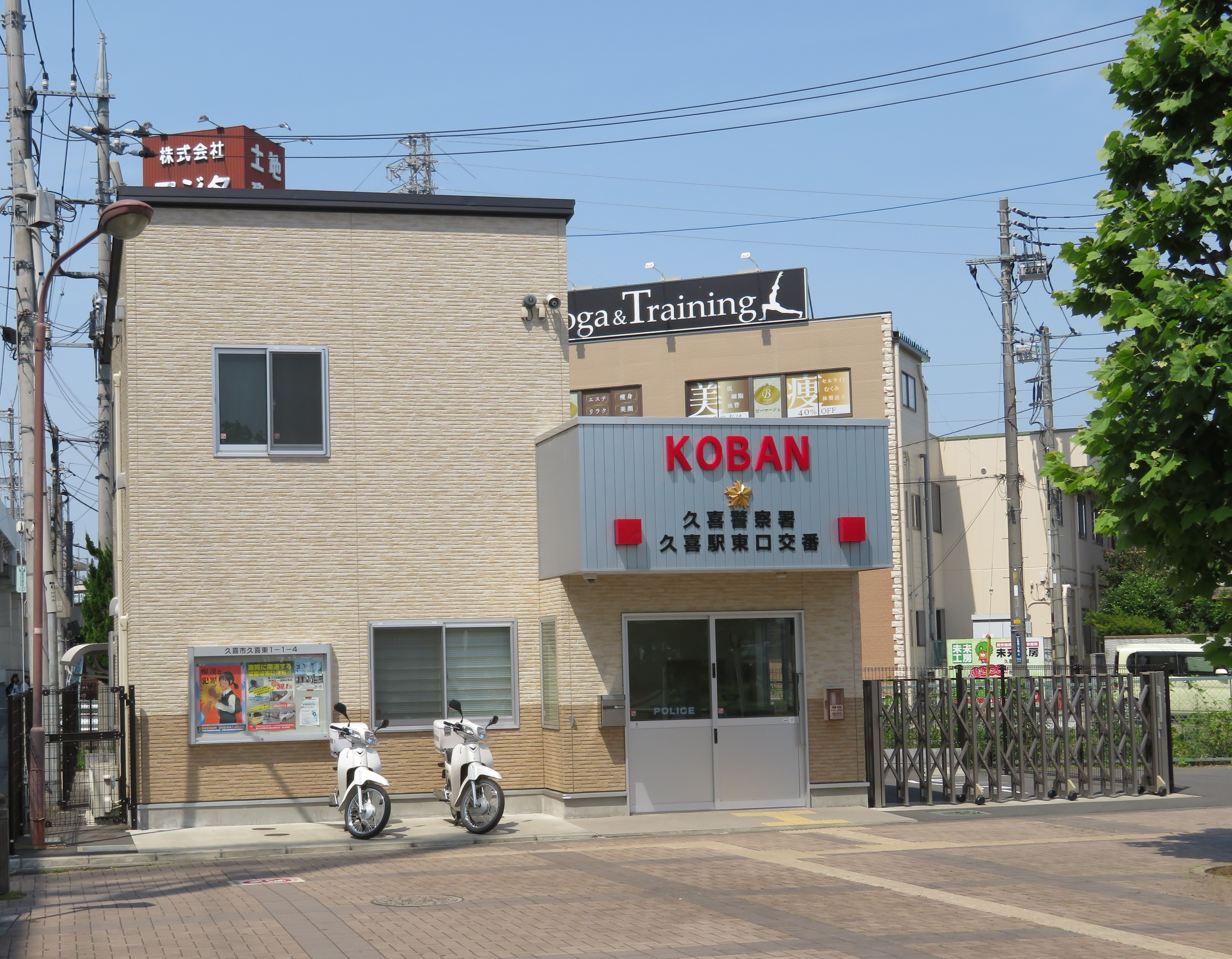
久喜駅東口交番
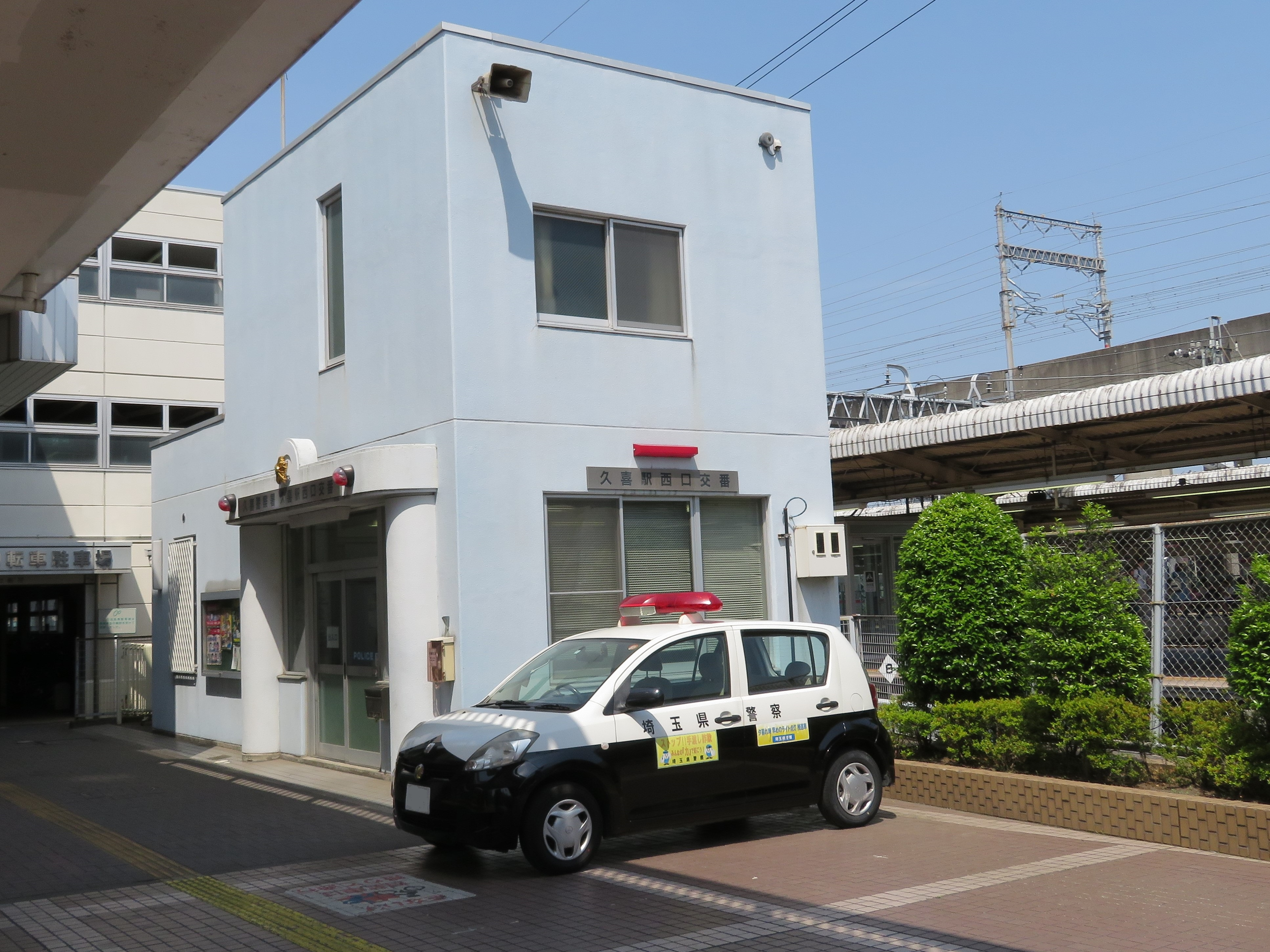
久喜駅西口交番
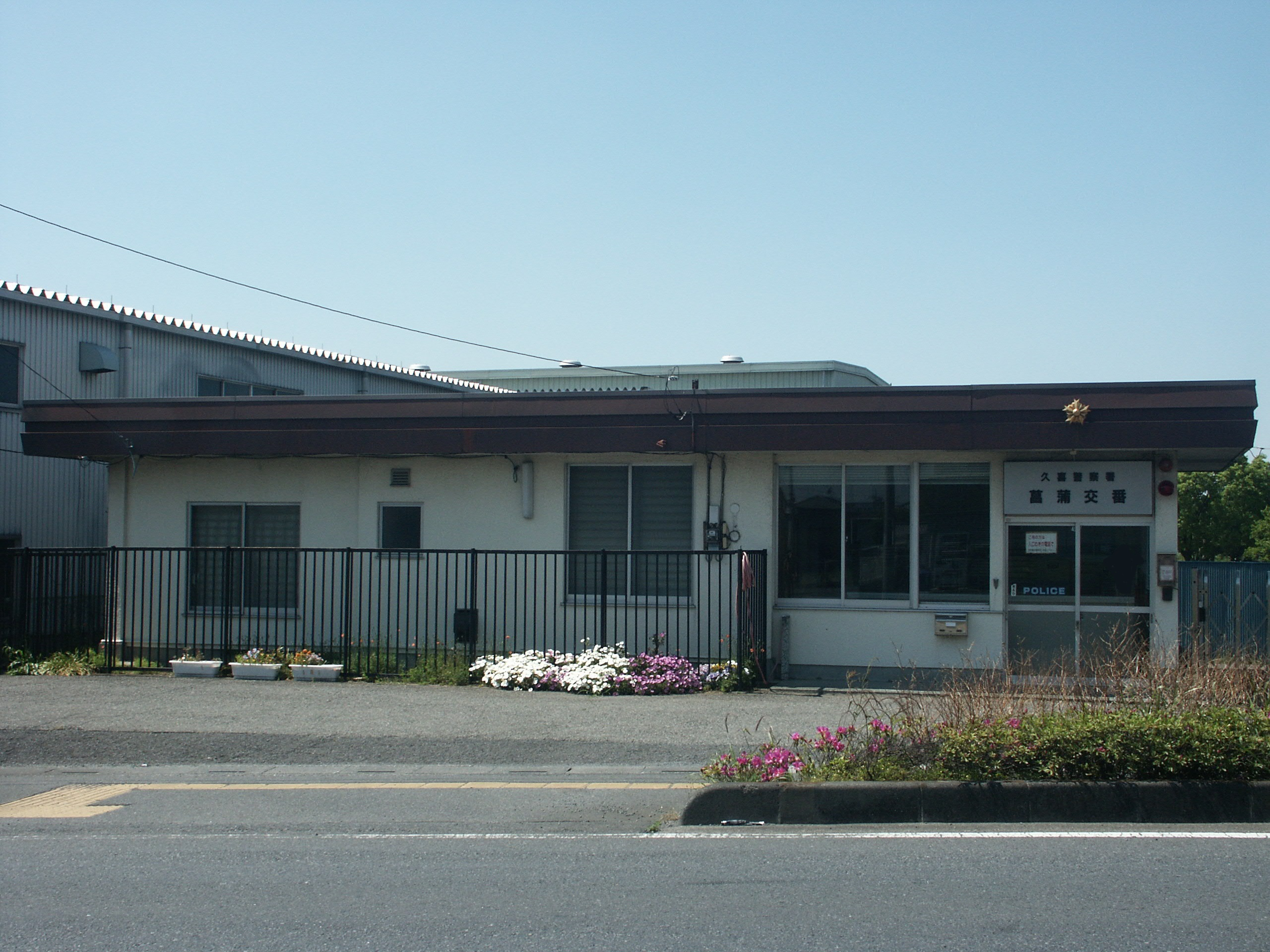
東鷲宮駅前交番
- 菖蒲交番
- 小林駐在所

- 久喜駅東口交番
- 久喜駅西口交番
- 菖蒲交番

### 白岡市

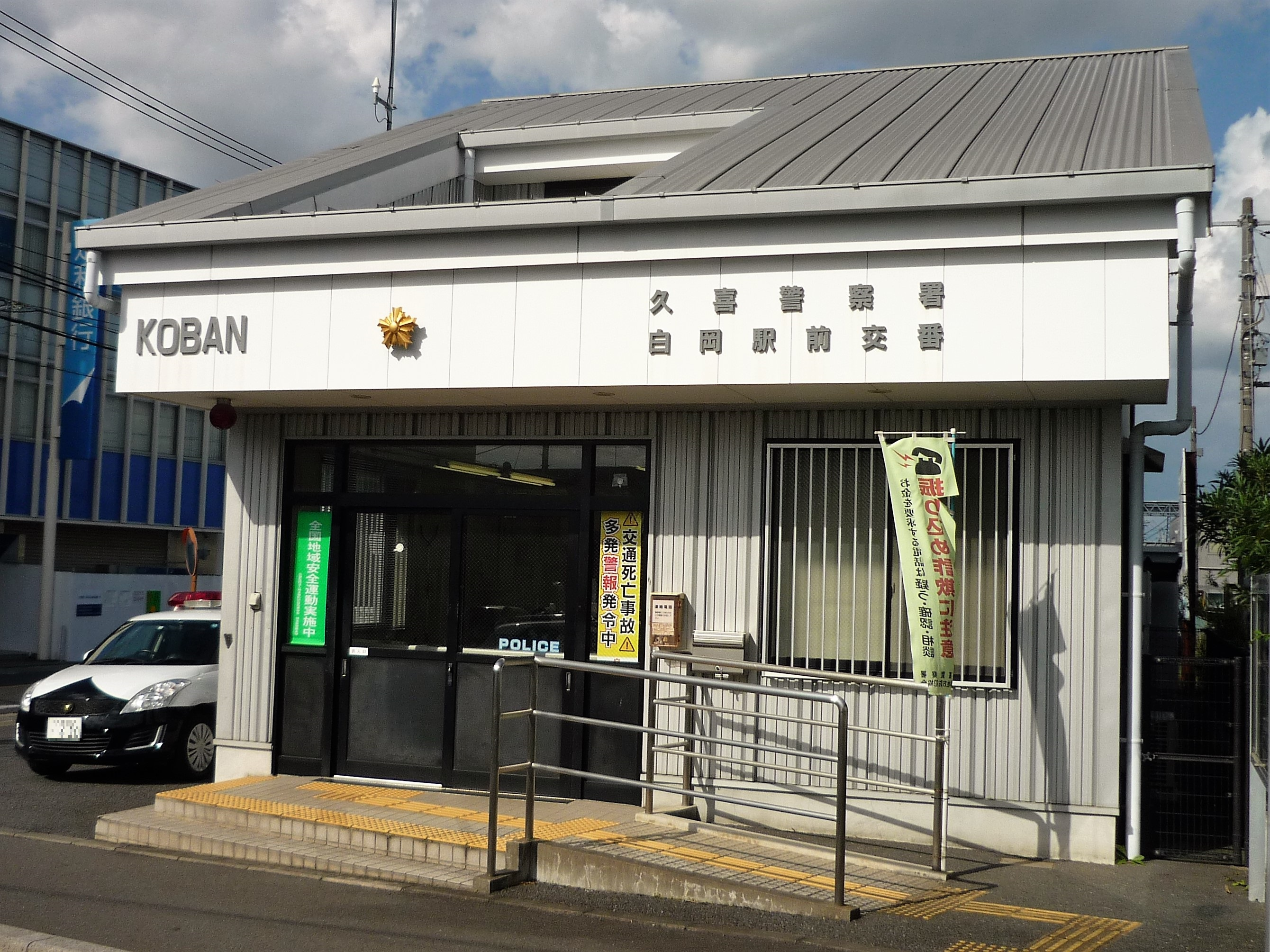
白岡駅前交番
- 新白岡駅前交番
- 下野田駐在所

- 白岡駅前交番

## かつて設置されていた交番・駐在所
- 久喜菖蒲公園交番（久喜市河原井町）：久喜市久喜菖蒲工業団地防犯センターに変更
- 江面駐在所（久喜市北青柳）：廃止
- 三箇駐在所（菖蒲町大字三箇、現・久喜市菖蒲町三箇）：廃止
- 栢間駐在所（菖蒲町大字下栢間、現・久喜市菖蒲町下栢間）：廃止
- 鷲宮交番（久喜市葛梅三丁目）：2021年（令和3年）4月1日、東鷲宮駅前交番へ統合し廃止
- 太田交番（久喜市青毛三丁目）：2021年（令和3年）4月1日、久喜駅東口交番へ統合し、久喜駅東口交番太田派遣所となる[1]
- 清久駐在所（久喜市六万部）：2021年（令和3年）4月1日、久喜駅西口交番へ統合し廃止

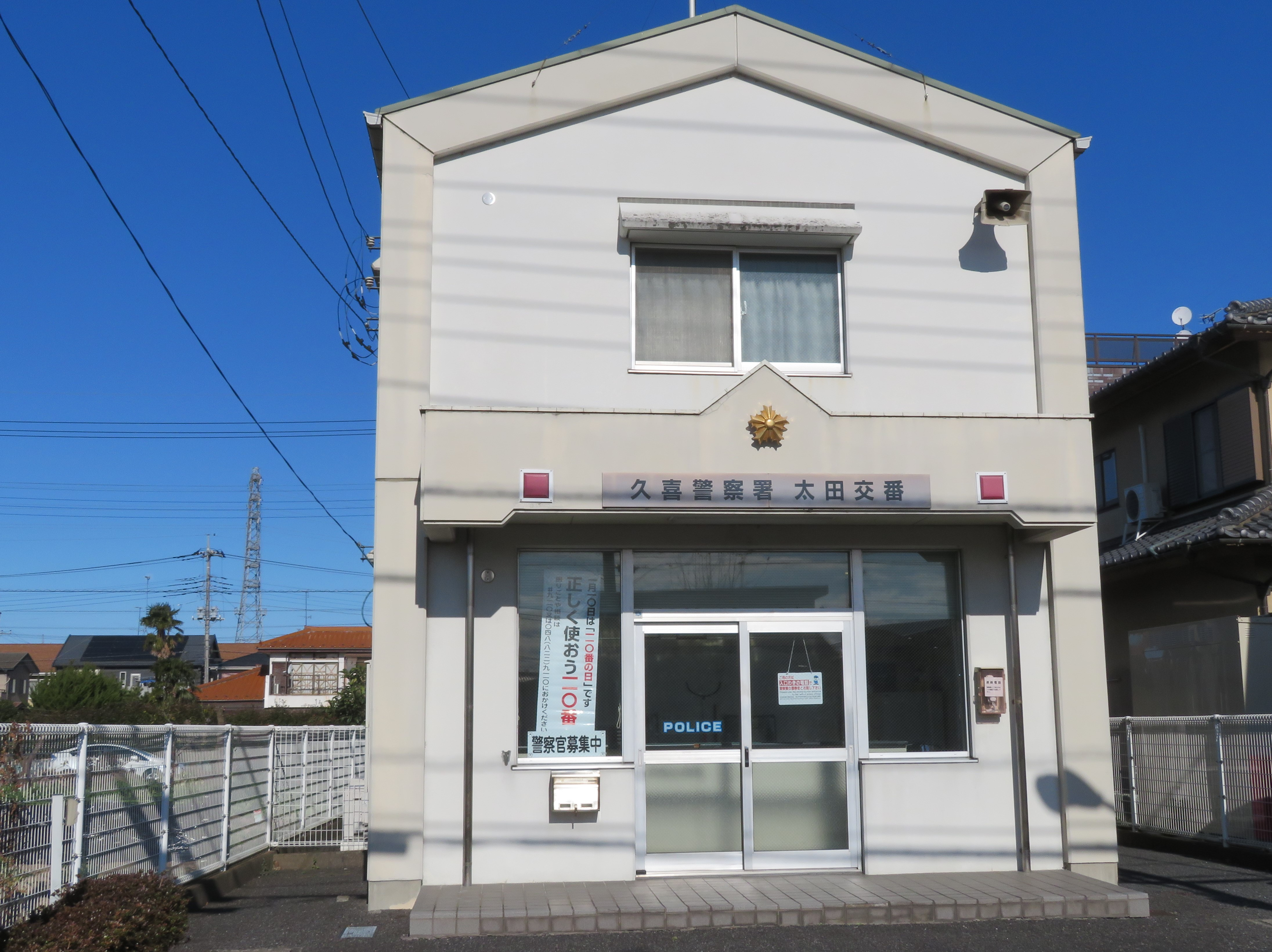
久喜駅東口交番太田派遣所（太田交番時代）